# زور أبو دردة
زور أبو دردة قرية سورية تتبع ناحية مركز حماة في منطقة مركز حماة في محافظة حماة.

## السكان
بلغ عدد سكانها 302 نسمة في عام 2004 حسب إحصاء المكتب المركزي للإحصاء.

## وصلات خارجية
- الوحدات الإدارية في محافظة حماة